# Gani Lawal
Gani Oladimeji Lawal jr. (* 7. November 1988 in College Park, Georgia) ist ein US-amerikanisch-nigerianischer Basketballspieler. Nach dem Studium in seinem Geburtsland hatte Lawal eine kurze Karriere in der am höchsten dotierten Profiliga NBA, bevor er zunächst seine Karriere in Polen, der Volksrepublik China, Frankreich, Italien, der Türkei und seit 2015 in Griechenland fortsetzte. Zuvor hatte er 2014 die italienische Meisterschaft mit Rekordmeister Olimpia Armani Mailand gewonnen. Als nigerianischer Nationalspieler nahm Lawal an der Afrikameisterschaft 2013 teil.

## Karriere
Mit seiner Schulmannschaft an der Norcross High School im gleichnamigen Ort in Georgia gewann Lawal zweimal die Staatsmeisterschaften von Georgia und wurde zum Ende seiner Schulzeit 2007 als „Gatorade Player of the Year“ des Staates ausgezeichnet. Anschließend wurde er auch zum McDonald’s All-American Game 2007 eingeladen, bei dem er mit der Auswahl des Ostens knapp mit zwei Punkten Unterschied verlor. Nachdem er einen Studienplatz am Georgia Institute of Technology angenommen hatte, spielte er ab 2007 für die Hochschulmannschaft Yellow Jackets in der Atlantic Coast Conference (ACC) der NCAA. 2010 verloren die Yellow Jackets das Endspiel im Meisterschaftsturnier der ACC gegen die Blue Devils der Duke University, die anschließend auch den Titel im landesweiten NCAA-Endrundenturnier gewinnen konnten, in dem die Yellow Jackets in der zweiten Runde an den Buckeyes der Ohio State University scheiterten. Nachdem Lawal bereits ein Jahr zuvor erst kurz vor dem Entry Draft der NBA seinen Namen von der Liste zurückgezogen hatte, meldete er sich dann bereits nach drei Jahren in der NCAA als Junior zum NBA-Draft 2010 an, bei dem er an 46. Position von den Phoenix Suns ausgewählt wurde.
Zu Beginn der NBA 2010/11 sendeten die Suns Mitte November 2010 Lawal an ihr Farmteam Iowa Energy in der NBA Development League (D-League). In einem Monat hatte Lawal zehn Einsätze für die Energy in der D-League, bevor er Mitte Dezember von den Suns zurück in ihren Kader geholt wurde. Für die Suns hatte er dann einen zweiminütigen Kurzeinsatz, bevor er sich Anfang Januar 2011 das Kreuzband riss. Nach der Verletzungspause spielte er während des Lockouts der NBA zu Beginn der Saison 2011/12 für den polnischen Erstligisten Zastal aus Zielona Góra in der Polska Liga Koszykówki. Nach dem Ende des Lockouts kehrte Lawal zunächst nach Phoenix (Arizona) zurück, bevor er von den Suns noch vor dem verspäteten Saisonbeginn Mitte Dezember 2011 aus seinem Vertrag entlassen wurde. Nachdem er es auch bei den San Antonio Spurs nicht in den Kader geschafft hatte, wurde er zunächst von den Xinjiang Flying Tigers aus Ürümqi für die Chinese Basketball Association verpflichtet. Noch vor den Play-offs dieser Liga wurde er hier jedoch durch seinen späteren Nationalmannschaftskollegen Ike Diogu ersetzt. Im März 2012 hatte Lawal dann drei weitere Einsätze für Zastal Zielona Góra in Polen, bevor er einen Vertrag bis Saisonende bei Chorale Basket aus Roanne in der französischen LNB Pro A bekam. Hier kam er jedoch nur auf vier weitere Einsätze, nachdem Chorale in der ersten Play-off-Runde gegen den späteren Titelgewinner Élan Chalon scheiterte.
Für die Saison 2012/13 bekam Lawal einen Vertrag bei Virtus Acea aus der italienischen Hauptstadt Rom. Nach zwei Jahren, in denen die Römer die italienischen Play-offs verpasst hatten, erreichte man auf dem dritten Platz die Finalrunde um den Titelgewinn, in der man bis in die Finalserie gegen Serienmeister Montepaschi Siena einzog. Die Mannschaft aus der Toskana behielten zum vorerst letzten Mal die Oberhand und feierte ihren siebten Titelerfolg in Serie. Mit guten individuellen Statistiken von durchschnittlich knapp 14 Punkten und mehr als acht Rebounds pro Spiel weckte Lawal auch wieder das Interesse von NBA-Klubs und war bei den New York Knicks im Gespräch, bei denen bereits sein Mannschaftskamerad vom College Iman Shumpert spielte. Doch Lawal unterschrieb zunächst einen Vertrag beim lettischen Meister VEF Riga, nachdem er im Juli 2013 noch in der National Basketball League of China für Liu Sui aus Guangzhou aktiv gewesen war. Nach der Teilnahme an der Afrikameisterschaft 2013, bei der die nigerianische Basketballnationalmannschaft auf dem siebten Platz die Teilnahme an der Weltmeisterschaft 2014 verpasste, provozierte Lawal jedoch die Vertragsauflösung, nachdem er nicht für den Klub an der Qualifikationsrunde für den höchstrangigen europäischen Vereinswettbewerb EuroLeague 2013/14 teilnahm. Stattdessen unterschrieb er einen Vertrag bei den Philadelphia 76ers, bei denen er seinen nigerianischen Landsmann Solomon Alabi ersetzte. Doch ähnlich wie zuvor schon der deutsche Nationalspieler Tim Ohlbrecht wurde Lawal kurz vor Saisonstart noch im gleichen Monat von den 76ers wieder aus seinem Vertrag entlassen.
Anfang November 2013 kehrte Lawal daraufhin nach Italien zurück, wo er einen Vertrag beim Rekordmeister Olimpia Armani aus Mailand unterschrieb. In der Euroleague 2013/14 erreichte Mailand vergleichsweise problemlos die Viertelfinal-Play-offs, in denen man im ersten Spiel Heimrecht gegen Maccabi Tel Aviv hatte und daher favorisiert auf das Erreichen des Final Four war, das vor heimischem Publikum im Mailänder Mediolanum Forum ausgetragen wurde. Doch Maccabi gewann die Serie und konnte auch beim Final Four in Mailand triumphieren, wo man den Titel gewann. In der italienischen Meisterschaft erreichte Mailand die Finalserie, in der man nach zwei Siegen in den letzten beiden Spielen der Serie über sieben Spiele Titelverteidiger Siena entthronen konnte. Zur folgenden Saison wechselte Lawal in die Türkiye Basketbol Ligi zum Erstliga-Rückkehrer Trabzonspor.